# Remo Williams: The Adventure Begins
Remo Williams: The Adventure Begins é um filme norte-americano de 1985, do gênero comédia de ação, dirigido por Guy Hamilton e estrelado por Fred Ward e Joel Grey.

## Sinopse
Remo Williams, policial de Nova Iorque, é recrutado pelo Governo para um programa de extermínio. Seu mestre é o velho coreano Chiun, que lhe ensina o Sinanju, origem da arte da sobrevivência. Remo aprende a correr pela areia sem deixar pistas, atingir alturas com graça felina, desviar-se de balas e evitar o hambúrger, grande envenenador do organismo. Uma vez apto, ele vai atrás de um fabricante de armas corrupto que tem conexões com militares. Nessa missão, ele é auxiliado pela graciosa Major Rayner Fleming.

## Premiações
| Patrocinador                                               | Prêmio       | Categoria                                                            | Situação |
| ---------------------------------------------------------- | ------------ | -------------------------------------------------------------------- | -------- |
| Academia de Artes e Ciências Cinematográficas              | Oscar        | Melhor Maquiagem e Penteados                                         | Indicado |
| Associação de Correspondentes Estrangeiros de Hollywood    | Golden Globe | Melhor Ator Coadjuvante - Cinema (Joel Grey)                         | Indicado |
| Academia de Filmes de Ficção Científica, Fantasia e Horror | Saturno      | Melhor Filme de Fantasia Melhor Ator Coadjuvante- Cinema (Joel Grey) | Indicado |

## Elenco
| Ator/Atriz         | Personagem           |
| ------------------ | -------------------- |
| Fred Ward          | Remo Williams        |
| Joel Grey          | Chiun                |
| Wilford Brimley    | Harold Smith         |
| J. A. Preston      | Conn MacCleary       |
| George Coe         | General Scott Watson |
| Charles Cioffi     | George Grove         |
| Kate Mulgrew       | Major Rayner Fleming |
| Patrick Kilpatrick | Stone                |
| Michael Pataki     | Jim Wilson           |
| Davenia McFadden   | Policial do trânsito |
| Cosie Costa        | Damico               |